# Oľšavica
Oľšavica (allemand : Großolschau) est un village de Slovaquie situé dans la région de Prešov.

## Histoire
Première mention écrite du village en 1300.
Lors de la Seconde Guerre mondiale, une cinquantaine de réfugiés, notamment Juifs, sont cachés dans le village. De nombreux habitants participent à ce sauvetage sous l'impulsion du prêtre grec-orthodoxe local.

## Démographie

### Évolution de la population
| Année:               | 1994. | 2004.   | 2014.    | 2024.    |
| -------------------- | ----- | ------- | -------- | -------- |
| Nombre de personnes: | 343   | 312     | 275      | 232      |
| Différence:          |       | -9,03 % | -11,85 % | -15,63 % |

| Année:               | 2023. | 2024.   |
| -------------------- | ----- | ------- |
| Nombre de personnes: | 236   | 232     |
| Différence:          |       | -1,69 % |